# Champniers (Vienne)
Champniers ist ein westfranzösischer Ort und eine Gemeinde mit 354 Einwohnern (Stand 1. Januar 2022) im Département Vienne in der Region Nouvelle-Aquitaine.

## Lage
Champniers liegt etwa zehn Kilometer (Fahrtstrecke) nördlich der Kantonshauptstadt Civray in einer Höhe von etwa 140 Metern ü. d. M.

## Bevölkerungsentwicklung
| Jahr      | 1968 | 1975 | 1982 | 1990 | 1999 | 2007 | 2012 |
| Einwohner | 502  | 400  | 398  | 400  | 348  | 369  | 355  |

Im 19. Jahrhundert hatte die Gemeinde zwischen etwa 600 und 900 Einwohner; die Mechanisierung der Landwirtschaft führte in der ersten Hälfte des 20. Jahrhunderts zu einem Verlust an Arbeitsplätzen und zu einem deutlichen Rückgang der Bevölkerungszahlen bis auf die Tiefststände der letzten Jahrzehnte.

## Wirtschaft
Seit Jahrhunderten spielt die ehemals hauptsächlich zur Selbstversorgung betriebene Landwirtschaft die größte Rolle im Wirtschaftsleben der Gemeinde. Angebaut werden Weizen, Gerste und Mais aber auch Raps und Sonnenblumen zur Ölgewinnung. 11 % der Anbaufläche von insgesamt etwa 2000 Hektar sind dem Anbau von Futtermitteln vorbehalten, die von den Viehzüchtern in der Umgebung benötigt werden.

## Geschichte
Die Existenz einer romanischen, in Teilen auch spätgotischen Kirche lässt auf eine mittelalterliche Besiedlung des Ortes schließen.

## Sehenswürdigkeiten

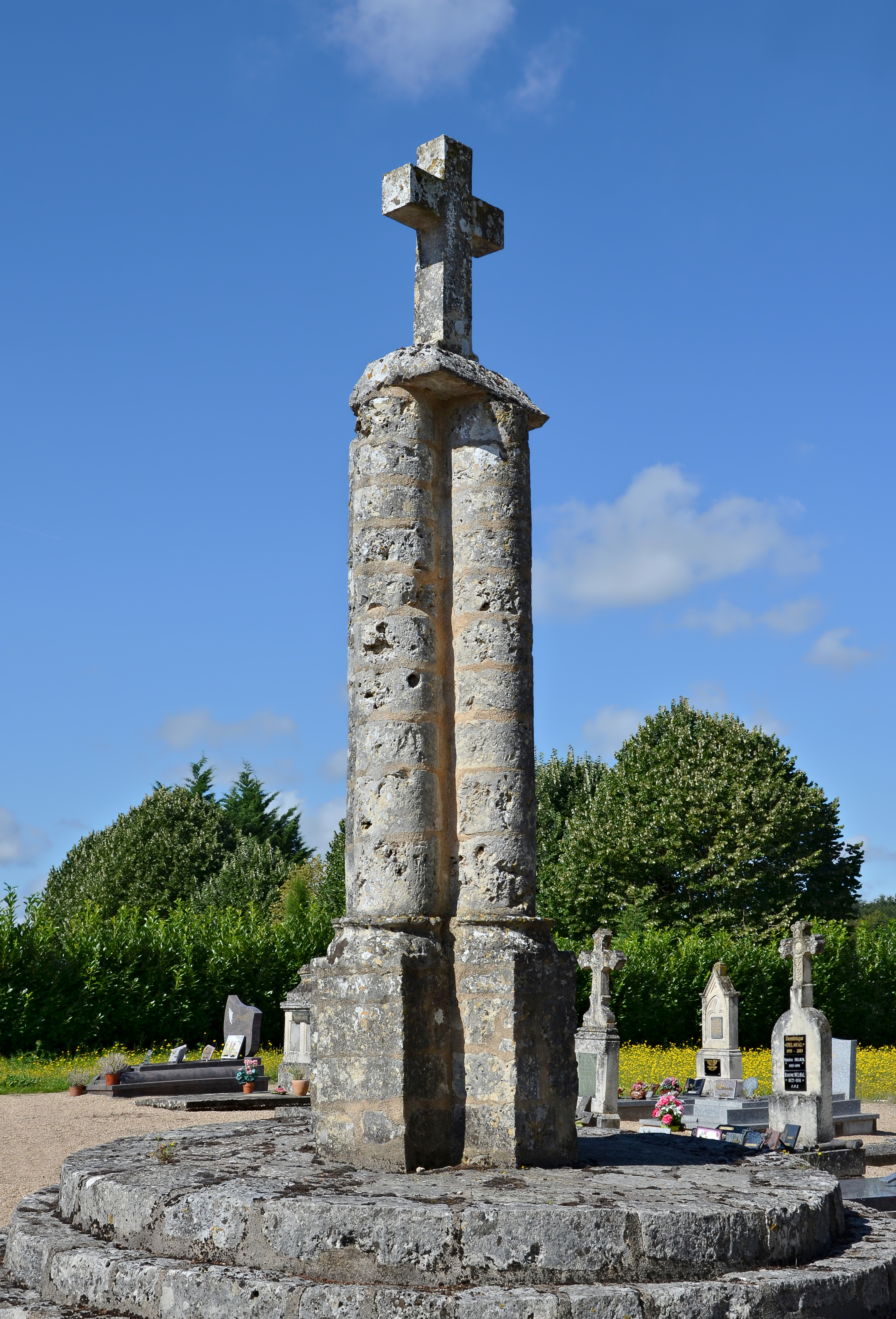
Hosianna-Kreuz

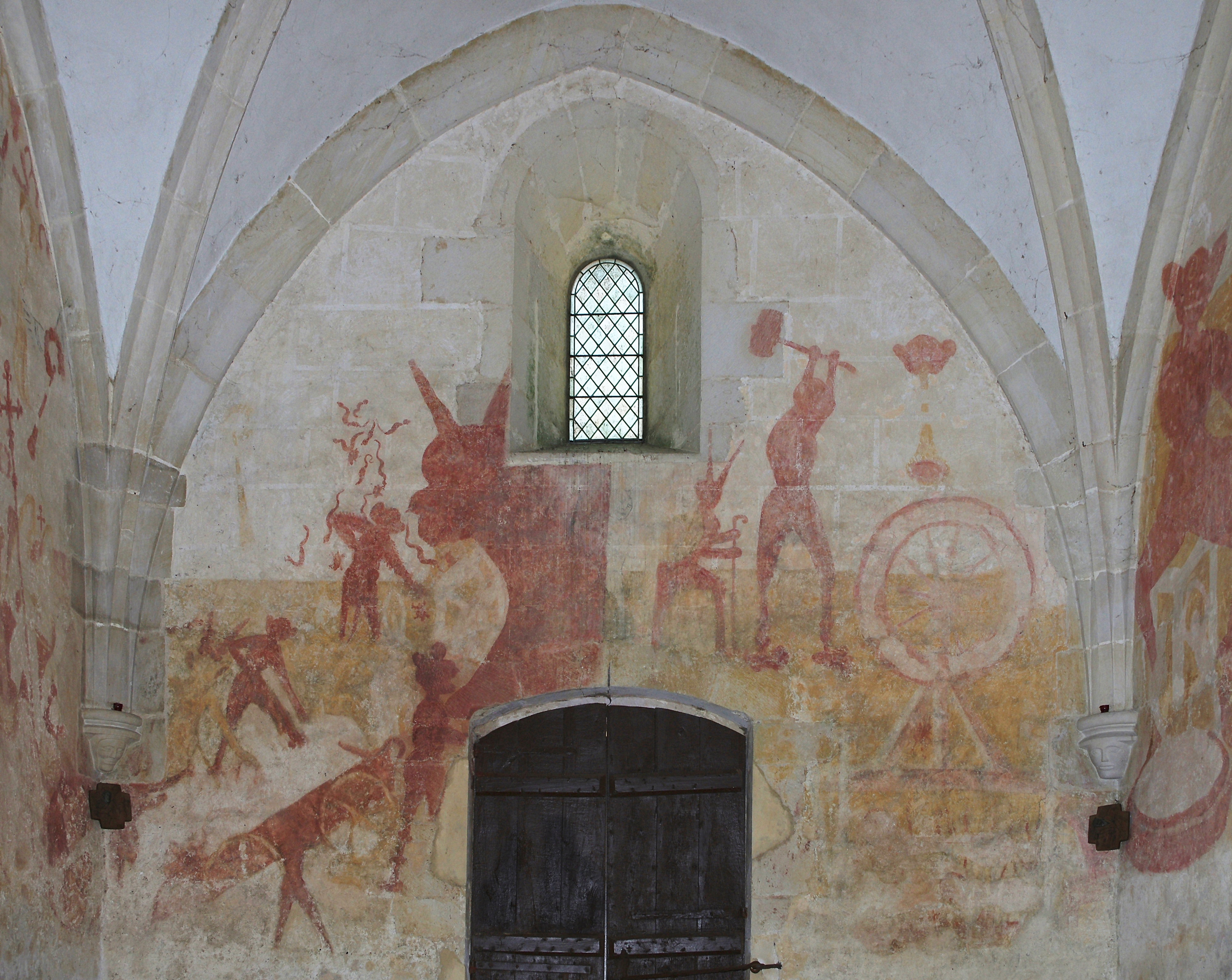
Kirche Saint-Martin, Fresko

- Die in Teilen romanische, in anderen Teilen spätgotische Pfarrkirche Saint-Martin ist ein gedrungen wirkender ländlicher Bau mit einem einfachen Glockengiebel oberhalb des Chorbogens. Das Langhaus der Kirche wurde im 15. Jahrhundert nach Westen verlängert und mit einem auf figürlichen Konsolen aufruhenden Rippengewölbe versehen. An den Wänden im Inneren befinden sich mehrere spätgotische Freskenreste, die zumeist Szenen mit Teufeln und Höllenstrafen zeigen. Aber auch der Erzengel Michael ist als Drachenbezwinger zu sehen. Die Kirche wurde im Jahr 1994 in die Liste der Monuments historiques[1] aufgenommen.
- Auf dem Friedhof erhebt sich ein im Westen Frankreichs häufiger anzutreffendes Hosianna-Kreuz (croix hosannière), dessen – auf einem kreuzförmigen Sockel aufruhender und aus vier kapitelllosen Rundpfeilern bestehender – Schaft eine abgeschrägte Platte mit einem Steinkreuz trägt.
- Weitere reich gestaltete Grabmale stammen aus dem 19. und frühen 20. Jahrhundert.

Umgebung
- Das etwa zwei Kilometer südlich von Champniers in einem benachbarten Weiler gelegene Musée rural du Vieux Cormenier zeigt Ackergerätschaften, Werkzeuge und Haushaltsgegenstände früherer Zeiten. Optisch eindrucksvoll sind die mit Puppen nachgestellten Szenen aus dem häuslichen Leben.